# Abbazia di San Gaudenzio
L'abbazia di San Gaudenzio era un'abbazia benedettina, oggi chiesa parrocchiale, che si trova nel comune di San Godenzo.

## Storia

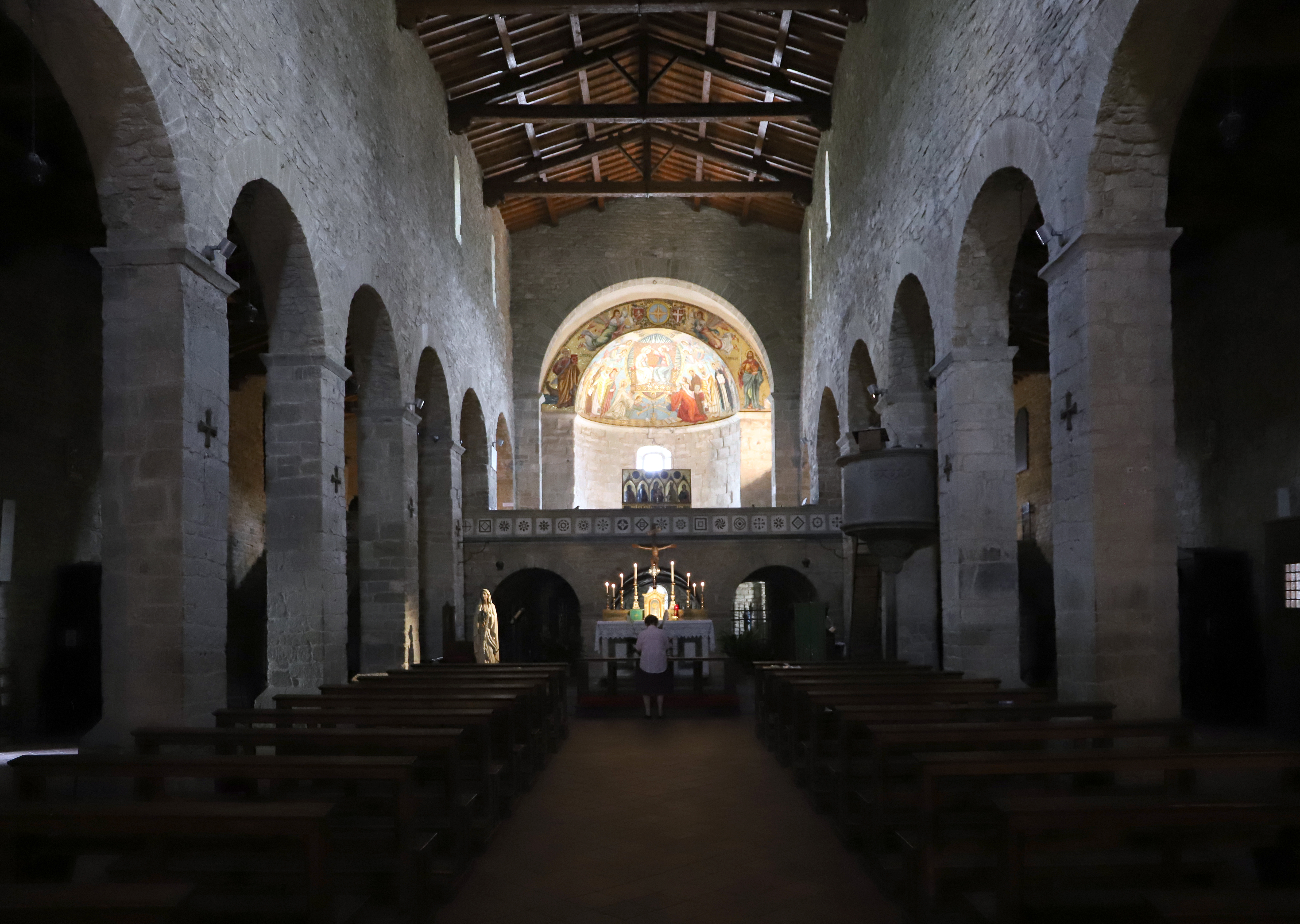
Interno

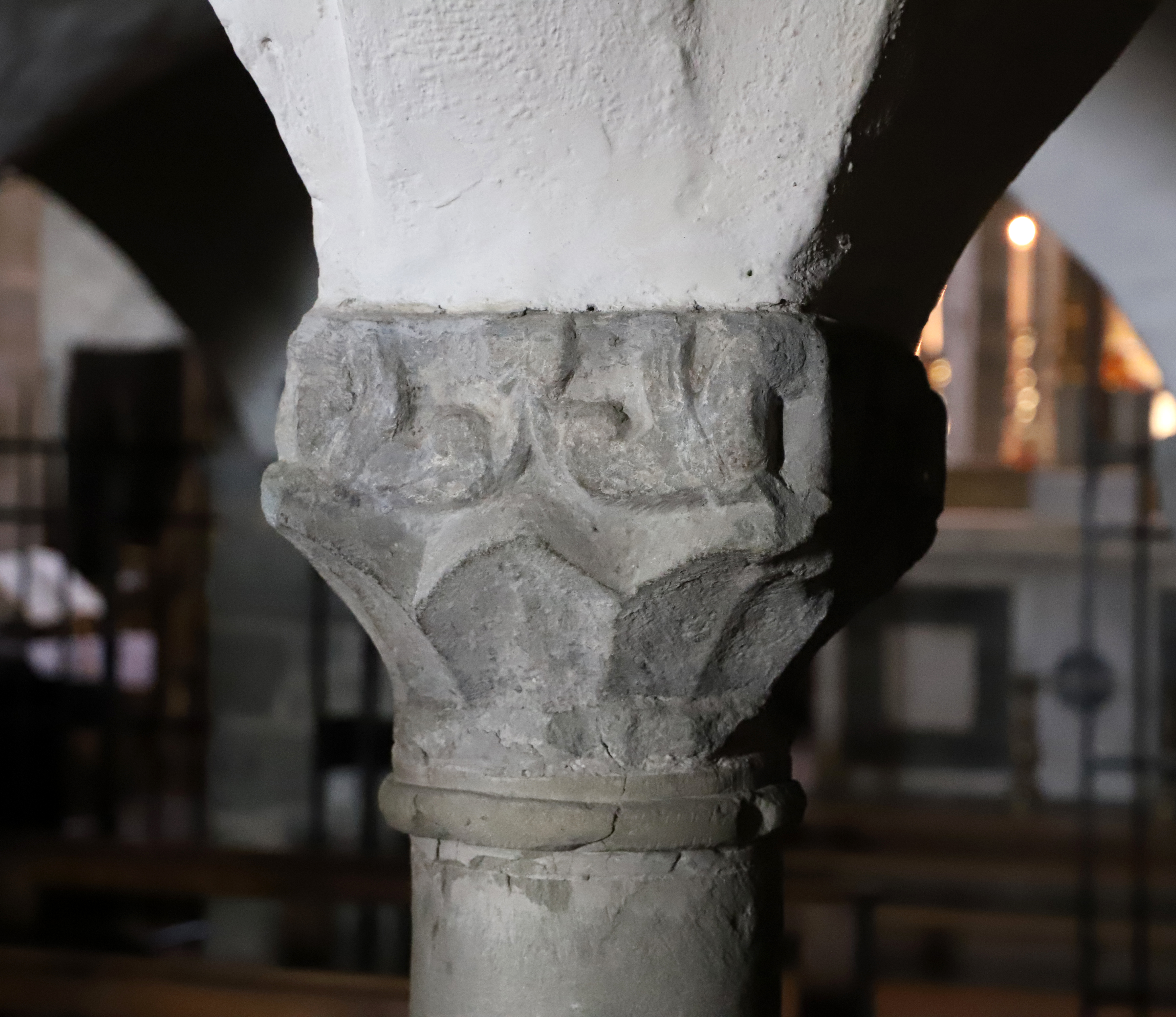
Capitello del 1090-1100 circa nella cripta

Nel 1028 il vescovo fiesolano Jacopo il Bavaro fondò presso la pieve un monastero benedettino.  La chiesa fu ricostruita e nuovamente consacrata nel 1070 dal vescovo Tresmondo. 
L'8 giugno 1302 l'abbazia ospitò il celebre convegno fra esuli fiorentini ghibellini e guelfi bianchi, rappresentati fra gli altri anche da Dante Alighieri, che puntava a un'intesa con la famiglia Ubaldini per ottenere l'accesso a Firenze, all'epoca dominio dei guelfi neri. Il convegno però, non giunse al risultato sperato: in breve tempo si scatenò un nuovo conflitto tra guelfi bianchi e neri, che segnò la vittoria dei secondi. 
Successivamente la chiesa conobbe una fase di declino dovuta al rimaneggiamento dell'ordine benedettino, fino a quando, nel 1482, fu assorbita dalla basilica della Santissima Annunziata di Firenze, che vi stabilì una comunità di serviti. Questi ultimi restarono nella chiesa fino al 1808, quando l'ordine fu soppresso da Napoleone.
A seguito del terremoto del 29 giugno del 1919 che colpì il Mugello si resero necessari dei restauri che furono condotti da Ezio Cerpi il quale aveva già realizzato anche la torre campanaria. Fu in quella occasione che furono aggiunte le decorazioni nella lunetta del portale di ingresso e nella calotta dell’abside. Furono inoltre rifatti gli altari e il fonte battesimale in stile neoromanico. 
Nel 1944, dopo che nel 1922 la chiesa era tornata ad essere un'abbazia, i tedeschi rasero al suolo il paese che si trovava sulla Linea Gotica ma risparmiarono la chiesa e il monastero in considerazione dell'origine bavarese del vescovo fondatore Jacopo.

## Descrizione
L'interno, di aspetto severo, si imposta su tre navate, divise da pilastri, con presbiterio fortemente rialzato su una vasta cripta, articolata con colonnette decorate da semplici capitelli cubici. All'ultimo pilastro destro è il pulpito, del 1529, con lo stemma dei Servi di Maria, che commissionarono la maggior parte delle opere rinascimentali della chiesa.  
L'altare romanico, decorato dalla dicromia marmorea bianco-verde tipicamente fiorentina, è collocato davanti all'ingresso della cripta, da cui proviene. Questa è l'ambiente più antico e meglio conservato della chiesa, caratterizzato da volte ribassate sostenute da colonnine con capitelli figurati. In fondo, presso l'altare neoromanico che sostituisce quello antico utilizzato come altare maggiore, è l'arca metallica che custodisce il corpo di San Gaudenzio.
Sulla parete adiacente alla scalinata destra di accesso al presbiterio è una lunetta con San Francesco che riceve le Stimmate, dei primi anni del Seicento e forse attribuibile a Jacopo Ligozzi.
Nel presbiterio, molto rialzato, vi fu collocato nel 1922, a seguito del coronamento dei lavori di restauro, il polittico con Madonna e quattro santi attribuito a Bernardo Daddi (1333), proveniente forse dal Monastero di monache benedettine detto di San Niccolò di Cafaggio a Firenze (sede oggi del Conservatorio Cherubini). Dietro, nella calotta absidale, il mosaico con l'Incoronazione della Vergine tra Angeli e Santi (ma vi si riconoscono anche le figure di Dante, Beatrice e Petrarca), eseguito nel 1929 dalla ditta Costman su disegno di Giuseppe Cassioli. 
Nell'abside a destra del presbiterio, sopra una base marmorea coin intarsi geometrici, è collocata la statua lignea di San Sebastiano di Baccio da Montelupo (1506), che unisce spunti del Perugino e di Filippino Lippi.
Nella navata sinistra è una tela con i Santi Jacopo e Filippo Neri in adorazione alla Croce di Onorio Marinari, del 1665 circa. In fondo ad essa, presso l'ingresso, è il fonte battesimale neoromanico realizzato nel 1922 su disegno di Ezio Cerpi. Dietro di esso si trova l'Annunciazione riferita al Franciabigio e più recentemente a Tommaso di Stefano Lunetti intorno al 1530, derivante da quella di Andrea del Sarto per la chiesa di San Gallo a Firenze. 

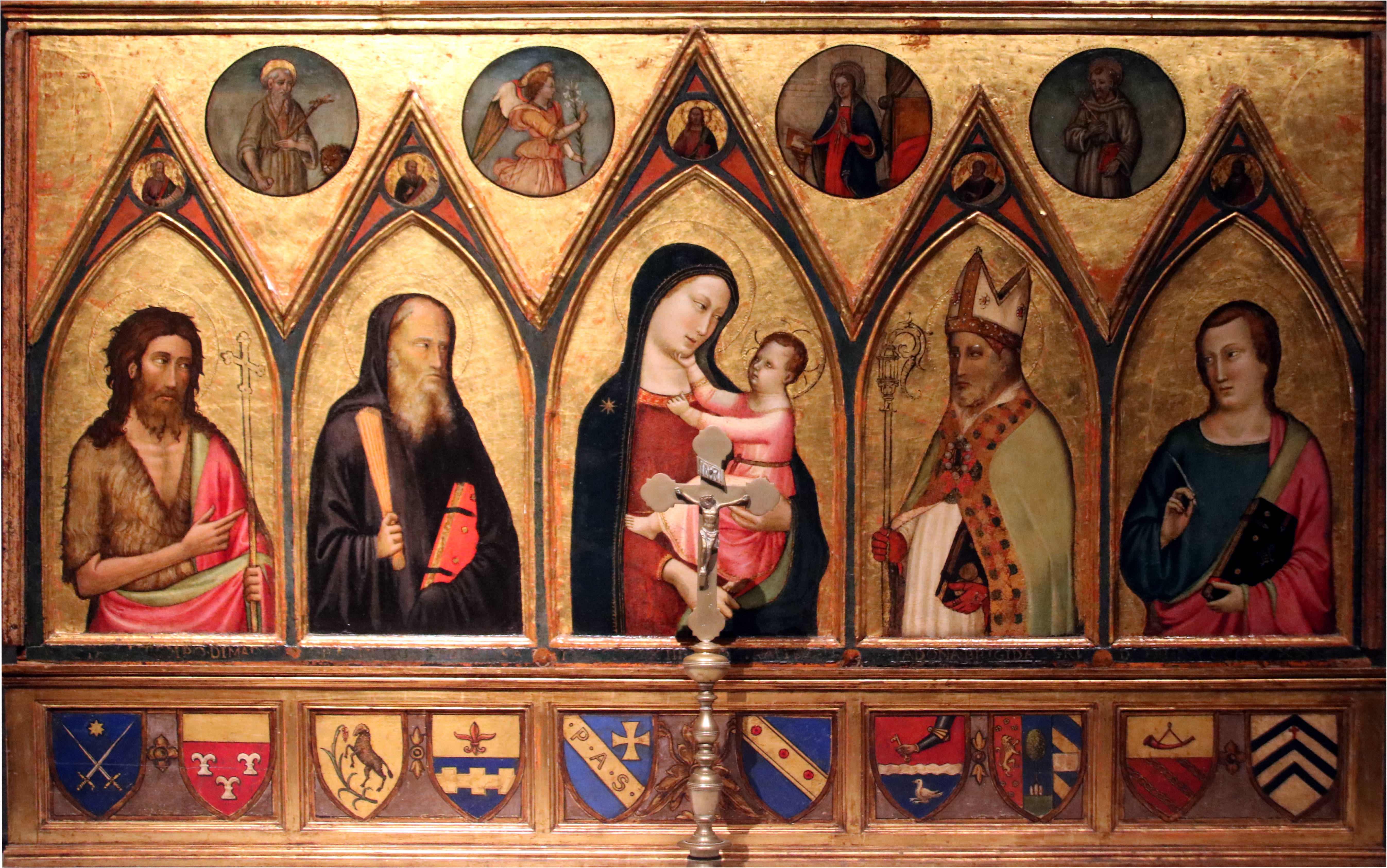
Il polittico della bottega di Bernardo Daddi
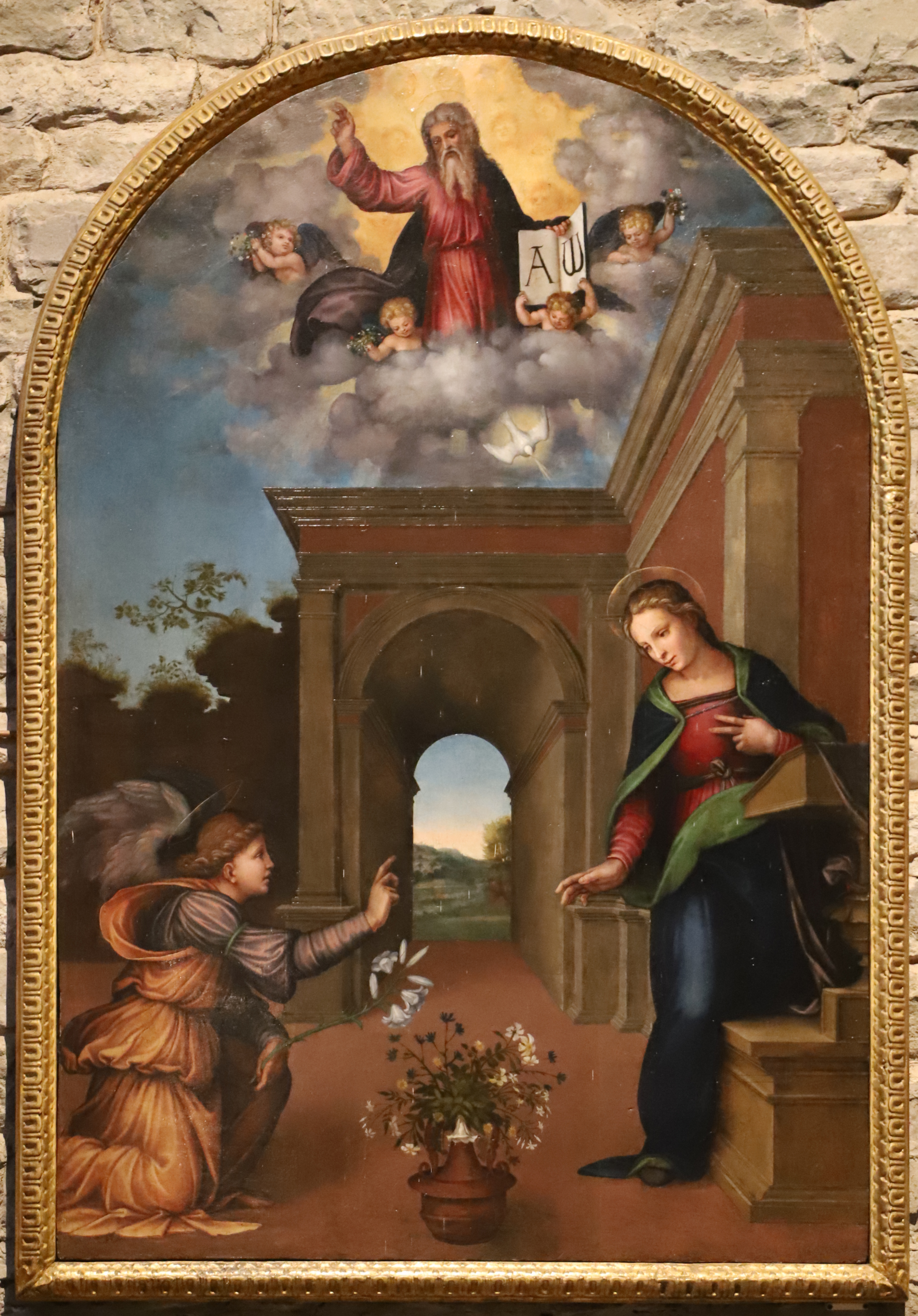
L'Annunciazione attribuita al Franciabigio
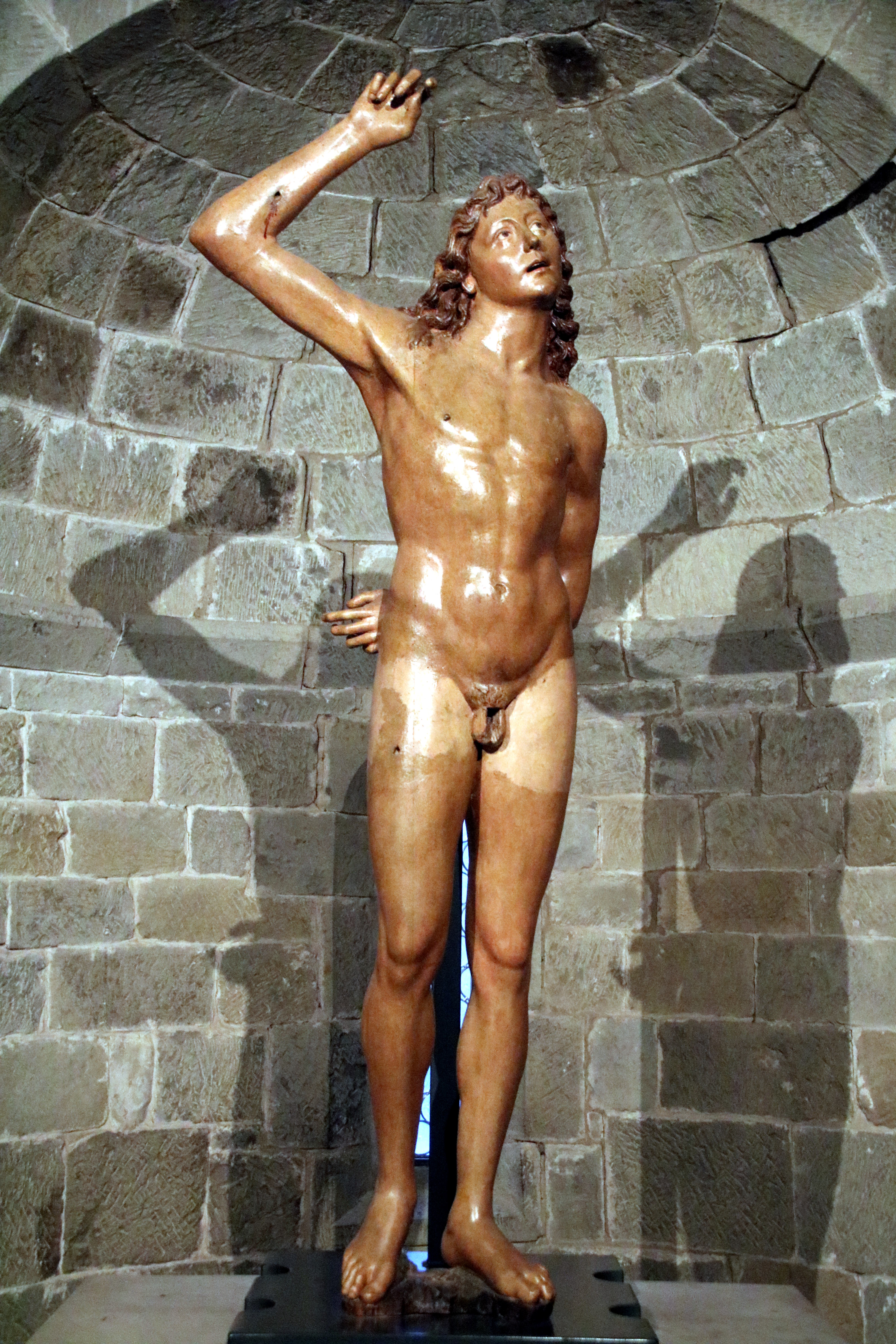
Il San Sebastiano di Baccio da Montelupo
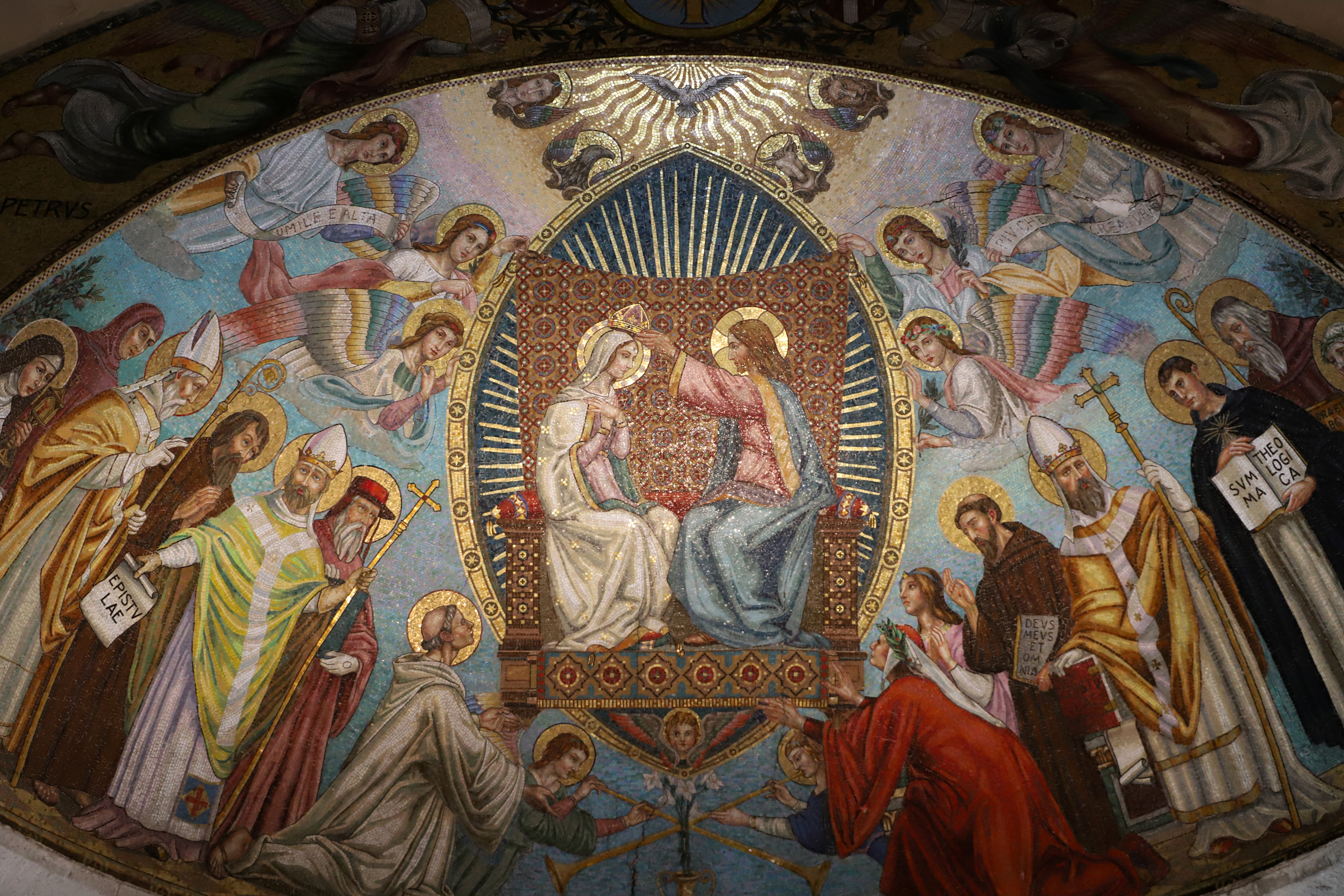
Il mosaico di Giuseppe Cassioli (dettaglio)
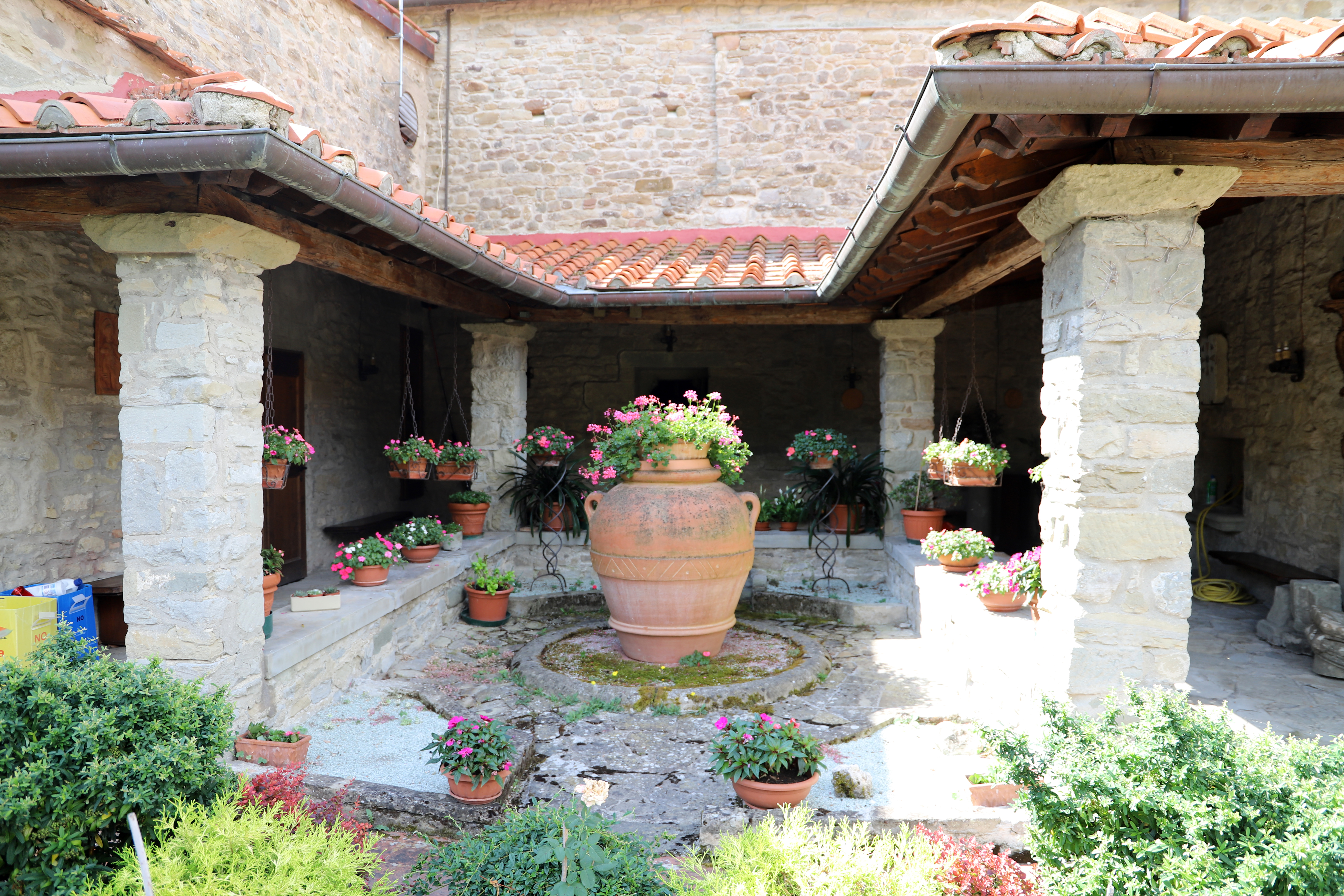
Il chiostrino

## Opere già in San Gaudenzio
- Andrea del Sarto, Annunciazione coi santi Michele Arcangelo e Godenzo, venduta al Cardinale Leopoldo de' Medici nel 1627, ed oggi alla Galleria Palatina